# Hans Joachim Oeffler

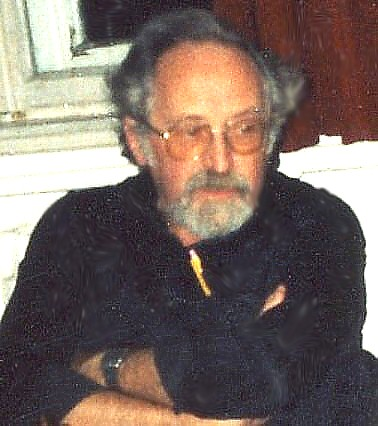
Hans Joachim Oeffler, 1991

Hans Joachim Oeffler (* 9. April 1930; † 23. August 2005 in Homburg) war ein deutscher evangelischer Pfarrer und Autor.

## Leben
Oeffler kam aus einem evangelischen Pfarrhaus. Wie sein Vater studierte er evangelische Theologie und wurde zum Pfarrer der Pfälzer evangelischen Kirche ordiniert. Bereits in seiner Studentenzeit nahm er, der die Dogmatikvorlesungen des Theologen Karl Barth gehört hatte, mit diesem Kontakt auf und blieb mit ihm viele Jahre im Briefwechsel verbunden. Eine ihm von Barth angebotene Doktorarbeit über das Taufverständnis Luthers nahm er nicht an. Oeffler hatte engen Kontakt mit Martin Niemöller und wurde dessen Biograf. Er war Mitglied der kommunistischen Tarnorganisation Christliche Friedenskonferenz und nahm seit ihrer Gründung an ihrer Studien- und Öffentlichkeitsarbeit teil. Von 1985 bis 1989 war er einer ihrer 15 Vizepräsidenten. In den 60er und 70er Jahren war er an vielen Ostermärschen als Mitinitiator beteiligt. Zeitweise wurde Oeffler fälschlicherweise von Gemeindemitgliedern als RAF-Unterstützer denunziert und vom Verfassungsschutz bespitzelt. Als Pfarrer betreute er die Kirchengemeinde Siegelbach, in der er bis zu seiner Emeritierung amtierte. Bis 1982 betreute Oeffler auch Rodenbach.
Oeffler gehörte 1977 neben den Söhnen Niemöllers zu den Gründern der Martin-Niemöller-Stiftung, die sich um die Verbreitung von Niemöllers Haltung und Einsichten bemüht. Die Predigt bei seiner Beerdigung in Homburg hielt sein Freund, der Pfarrer Winfried Anslinger.

## Publikationen
- Hans Joachim Oeffler (Hrsg.): Martin Niemöller. Reden, Predigten, Denkanstöße 1964–1976. Köln 1977, S. 276–284 (Verzeichnis von 466 Predigten aus den Jahren 1945–1976[4]).
- Martin Niemöller, Hans Joachim Oeffler, Hans Prolingheuer u. a. (Hrsg.): Martin Niemöller. Ein Lesebuch. Oktober 1990.